# Kou Voravong
Kou Voravong (lao : ກຸ ວໍຣະວົງ) est un homme politique laotien, né le 6 décembre 1914 à Savannakhet et mort le 18 septembre 1954 à Vientiane, assassiné dans l'exercice de sa fonction de ministre de la Défense. Il fut l'un des chefs de la résistance anti-japonaise pendant la Seconde Guerre mondiale puis anti-Lao Issara (ລາວອິດສລະ) de l'après-guerre. À partir de 1941, il fut également chef de district, gouverneur de province, député et ministre dans le Gouvernement royal.
La crise politique provoquée par son assassinat, à peine deux mois après la signature des accords de Genève pour le rétablissement de la paix en Indochine, contribue à la chute du gouvernement neutraliste (pro-français) en place, et son remplacement par un gouvernement progressiste (pro-américain) ; ceci dans un climat extrêmement tendu de la guerre froide entre les blocs Est/Ouest. C'est en effet à partir de 1955, que l'histoire politique de ce petit pays enclavé bascule inexorablement dans l'affrontement idéologique entre les États-Unis capitaliste et l'URSS communiste, anéantissant le fragile espoir d'unification nationale.
Il existe une avenue Kou Voravong dans la ville de Thakhek ainsi que dans la ville de Savannakhet où un parc d'activités sportives porte également son nom. Depuis 1995, une statue est érigée près de la demeure familiale où il a passé son enfance.

## Biographie

### Enfance

#### Contexte historique
Pour contrer l'expansion de l'Empire britannique dans cette région, la France s'établit dès le milieu du XIXe siècle en Indochine. Et c'est depuis cette époque qu'elle commence à s'intéresser à la vallée du Mékong. Plusieurs expéditions plus tard et sous l'impulsion de l'explorateur Auguste Pavie, le roi Oun Kham (ເຈົ້າອຸ່ນຄຳ) de Luang Prabang (ຫລວງພຣະບາງ), face à un royaume divisé par des querelles de succession et tiraillé de tous côtés par la convoitise des voisins (Siam, Birmanie, Chine), demande protection à la France en 1887. La signature du traité franco-siamois en date du 3 octobre 1893 sanctionne les nouvelles frontières entre le Siam et le Laos, et établit le protectorat français. L'ancien Royaume du Lan Xang (ຣາຊະອານາຈັກລ້ານຊ້າງ) est, dès lors, administré par le Gouvernement colonial français, déjà présent au Cambodge, au Tonkin, Annam et Cochinchine.

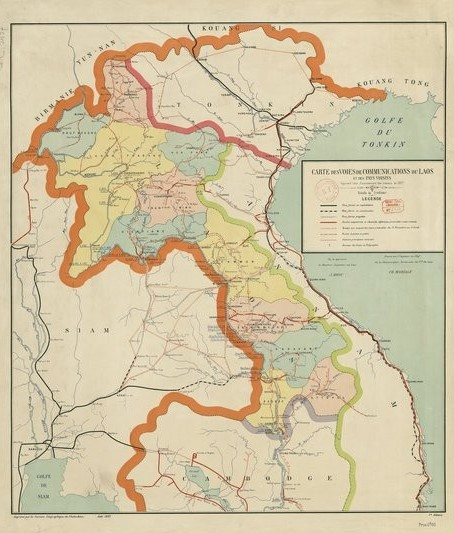
Les provinces du Laos en 1927.

Le territoire laotien est alors divisé en provinces (khoueng - ແຂວງ), comprenant des districts (muong - ເມືອງ), eux-mêmes regroupant des cantons (baan - ບ້ານ). Elles sont dirigées par des notables locaux : des chefs (chao - ເຈົ້າ). Ces chefs sont des intermédiaires entre la population et les fonctionnaires dits « d'autorité » tels que des commissaires du gouvernement, eux-mêmes sous l'autorité des résidents de France. Le Résident supérieur s'installe à Vientiane, qui devient tout naturellement la capitale administrative du pays. Tous ces fonctionnaires de l'Administration générale sont secondés par des : adjoint (oupahaat - ອຸປະຮາດ), assistant (phousouei - ຜູ້ຊ່ວຍ) et secrétaire (samien - ສະໝຽນ).
C'est dans ce contexte que Phagna Poui (ພຍາປຸ້ຍ), le grand-père maternel de Kou Voravong, est nommé le premier chef de district (chao muong - ເຈົ້າເມືອງ) de Khanthabouri (ຄັນທະບຸຣີ) en 1902 dans la province de Savannakhet, située dans le Sud-Laos. À ce poste, son jeune frère, Thao Taan Voravong (ທ້າວຕານ ວໍຣະວົງ) lui succédera de 1922 à 1928.

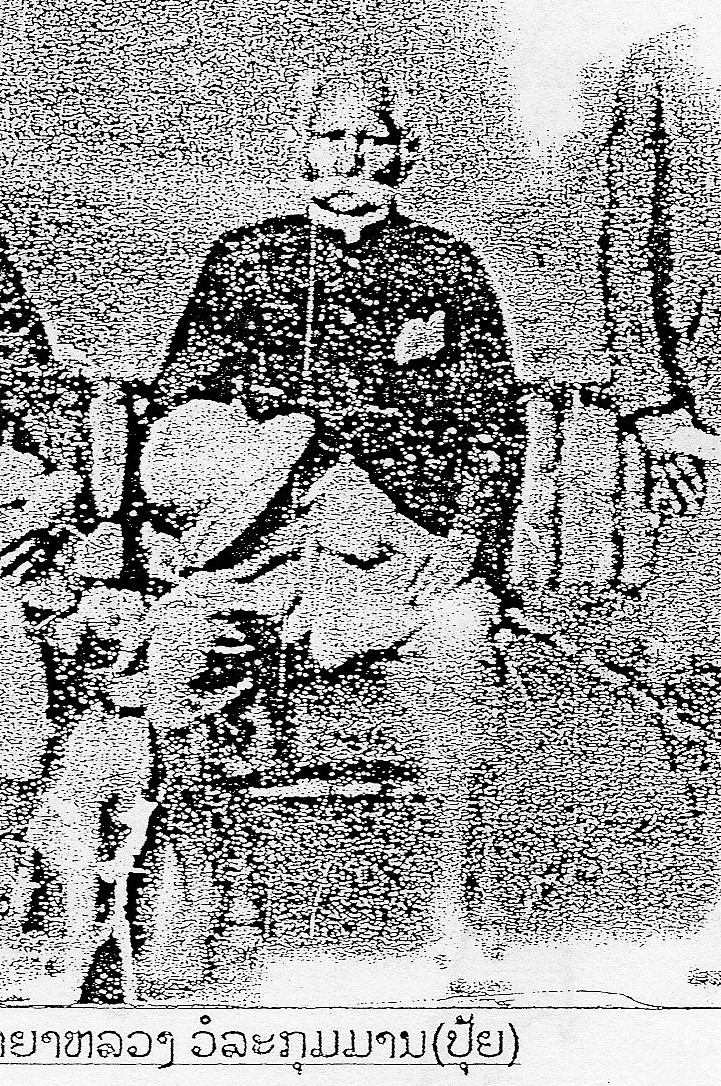
Phagna Poui (1920)

#### Naissance et formation
Issu de cette famille influente, né en 1914 dans le district de Khanthabouri, Kou Voravong est le fils unique de Thaan-krou Khammanh Nackphouminh (ທ່ານຄຣູຄຳໝັ້ນ ນັກພູມິນ), instituteur, et de Nang Chanheuang (ນາງຈັນເຮືອງ), l'une des filles de Phagna Poui. À la séparation de ses parents, il est adopté tout jeune, par Nang Kiengkham (ນາງກຽງຄຳ), la sœur aînée de sa mère, mariée à Thao Taan Voravong, alors interprète à la Résidence de France. Le couple n'avait pas d'enfant.
Kou Voravong grandit à Savannakhet et y poursuit une scolarité primaire. Il obtient le certificat d'études primaires complémentaire indochinois (CEPCI) en 1930 et monte à Vientiane pour entamer sa première année d'étude secondaire au collègeAuguste-Pavie. Mais à la suite d'un conflit qui l'oppose à l'administration coloniale, son père adoptif, Thao Taan Voravong, est condamné à une peine de prison cette même année. Il réagit à cette situation en quittant l'école et rentre à Savannakhet. Non scolarisé, il va pratiquer le sport, et en particulier le football.
Un jour, après un match, Kou Voravong et ses amis cueillent les noix des cocotiers qui bordent le terrain de jeu afin d'étancher leur soif. Madame Malpuech, l'épouse du précédent commissaire du gouvernement, les interpelle, considérant ces comportements comme un acte de vandalisme sur un bien public. En tant que capitaine de l'équipe, il défend ses camarades avec une telle virulence que cette dernière porte plainte pour agressivité au commissariat de police.

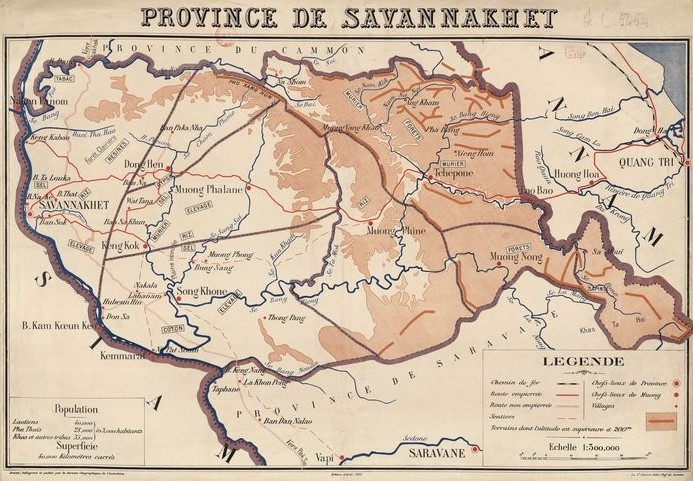
Province de Savannakhet en 1925.

Le résident de France en poste découvre que le jeune homme qui lui tient tête est le fils de Thao Taan Voravong. Surpris par son niveau d'instruction et en particulier par sa maîtrise de la langue française, il décide alors de l'engager comme samien (secrétaire particulier).
Kou Voravong quitte Savannakhet, retourne au collège, et tout en travaillant, continue ses études à l'École de droit et d'administration de Vientiane. Il obtient le diplôme en 1933 et occupera ensuite différents postes dans l'administration. En 1941, il devient adjoint du gouverneur (chao koueng) de Vientiane. En 1942, il est nommé chef de district (chao muang) de Paksane (ປາກຊັນ), dans la province de Borikhamxay (ບໍຣິຄຳຊັຍ),, à une époque où l'empire du Japon, allié de l'Allemagne nazie, impose une autorité grandissante sur toute la région.

### Carrière

#### Résistance anti-japonaise
L'année 1939 marque le début la Seconde Guerre mondiale en Europe. En 1941, le Japon, faisant partie des forces de l'Axe, envahit le Laos avec l'accord du gouvernement de Vichy. Le Siam, momentanément allié de l'Empire japonais dans la « Sphère de coprospérité de la grande Asie orientale » qui régnait alors en maître absolu sur l'Asie du Sud-Est, profite de la défaite de la France pour annexer les territoires laotiens de Champassak et de Sayaboury, situés sur la rive orientale du Mékong. De 1940 à 1945, les deux alliés asiatiques se posent en libérateurs auprès des populations indigènes, dénoncent le colonialisme occidental et encouragent la rébellion. Pour contrecarrer les ambitions nippo-siamoises, l'amiral Jean Decoux, gouverneur général de l’Indochine, s'efforce de consolider les liens unissant le Laos à la France. Cette politique va contribuer à l'émergence d'un nationalisme bipartite lao, l'un pro-, l'autre anti-présence française qui vont s'affronter, une fois les conflits mondiaux terminés.

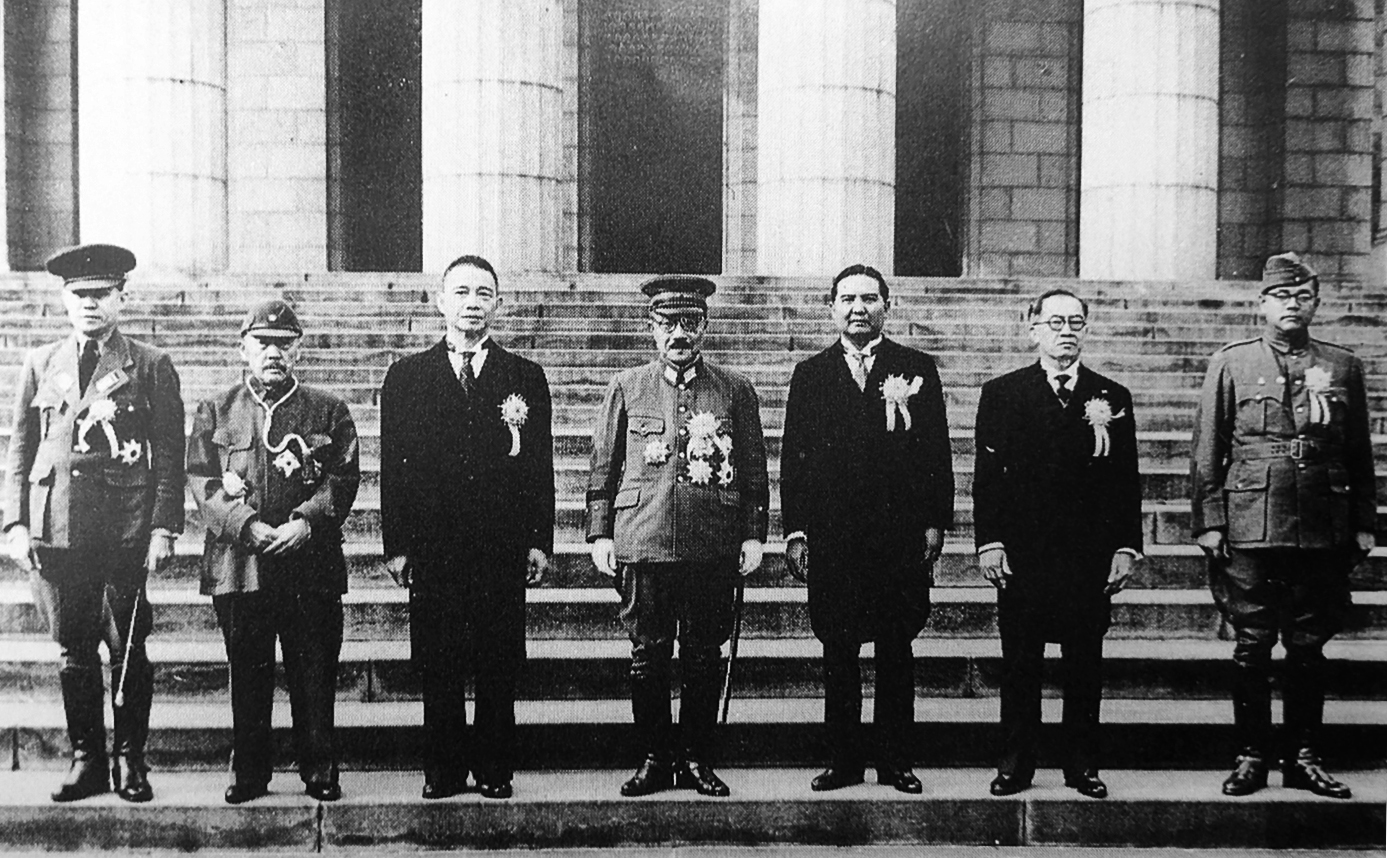
« La Sphère de coprospérité de la Grande Asie orientale », Tokyo, novembre 1943. 4e et 5e à partir de la gauche : Hideki Tojo (premier ministre du Japon), Wan Waithayakon (envoyé du royaume de Thaïlande).

Kou Voravong est favorable à une autonomie progressive soutenue par la France et s'oppose au mouvement nationaliste Lao-Issara (ລາວອິດສລະ),, fondé par le vice-roi Chao Phetsarath Rattanavongsa (ເຈົ້າເພັດຊະຣາດ ຣັດຕະນະວົງສາ), dont l'objectif est de lutter contre le pouvoir colonial et de proclamer l'indépendance du Laos dès la fin de la guerre.
Le 9 mars 1945, l'armée japonaise attaque les garnisons françaises d'Indochine et par un coup de force, s'empare du contrôle de l'Administration. Les Français présents au Laos sont arrêtés et le roi Sisavang Vong (ສີສະຫວ່າງວົງ), sous la contrainte, déclare l'indépendance du pays. Dès le début de l'occupation, des officiers de l'Armée française sont parachutés et organisent des opérations clandestines de résistance dans la jungle. Kou Voravong entre aussitôt en contact avec le groupement de guérilla anti-japonais parachuté dans son district à Paksane, unité commandée par le colonel Jean Deuve. Sur ordre, il demeure à son poste, et à l'insu des Japonais, soutient activement les actions des guérilleros franco-lao : recrutement des volontaires, ravitaillements, collectes d'informations, caches d'armes et de matériels. Choisi comme « chef de l'administration parallèle », il mène une propagande anti-japonaise dans les villes et les villages et monte des réseaux de résistance et de renseignements. Dénoncé en juin 1945, sa tête mise à prix puis arrêté, il s'échappe. Accompagné de 150 volontaires, il rejoint la guérilla, prend les armes et continue le combat aux côtés des résistants franco-lao jusqu'à la fin de la guerre.

#### Lutte anti Lao Issara
Le 15 août 1945, l'effondrement du Japon, consécutif aux bombardements nucléaires d'Hiroshima et de Nagasaki, fournit au Gouvernement français l'opportunité de rétablir son autorité sur l'Indochine.

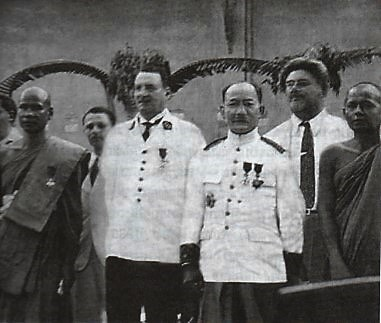
Chao Phetsarath, lors de l'inauguration de l'Institut d'études bouddhiques à Vientiane, en 1931.

Le roi Sisavang Vong déclare officiellement la continuité du protectorat, mais le 11 septembre, son cousin et vice-roi, Chao Phetsarath et ses deux frères, Chao Souvanna Phouma (ເຈົ້າສຸວັນນະພູມາ) et Chao Souphanouvong (ເຈົ້າສຸພັນນຸວົງ), soutenus par les nationalistes Chinois et Viêt Minh,
proclament le gouvernement Lao Issara, refusent toutes discussions avec la France et exigent l'indépendance immédiate du Laos. Une lutte entre les différentes factions va s'engager.
Nommé gouverneur (chao khoueng) de la province de Vientiane depuis fin 1945, Kou Voravong crée une garde civique et dirige la lutte politique et militaire des monarchistes depuis la capitale occupée, face aux Lao Issara, Chinois et Viêt Minh qui ont pris le contrôle des grandes villes du pays. Mais au bout de quelques mois, assiégé, injurié et menacé, il doit se replier dans la campagne, d'où il continue de diriger la lutte de libération. Le 24 avril 1946, l'armée française entre dans Vientiane. Le gouvernement Lao Issara s'exile sur la rive droite du Mékong. Le mouvement va se dissoudre en 1949 et va se scinder en trois factions distinctes :
1. La branche historique et intransigeante de Chao Phetsarath qui continue la lutte en Thaïlande.
2. La branche modérée de Chao Souvanna Phouma comprenant l'obligation de négociation avec la France, qui rentre au Laos.
3. La branche armée de Chao Souphanouvong s'unissant avec les dirigeants vietminh, qui se militarise à Hanoï[10],[8].

La ville de Vientiane libérée, Kou Voravong conserve sa fonction de gouverneur (chao koueng) de cette province, puis en 1947, devient gouverneur de la province de Khammouane (ຄຳມ່ວນ) dont la capitale est la ville de Thakhek (ທ່າແຂກ).

#### L'embuscade de Paak Hinboun

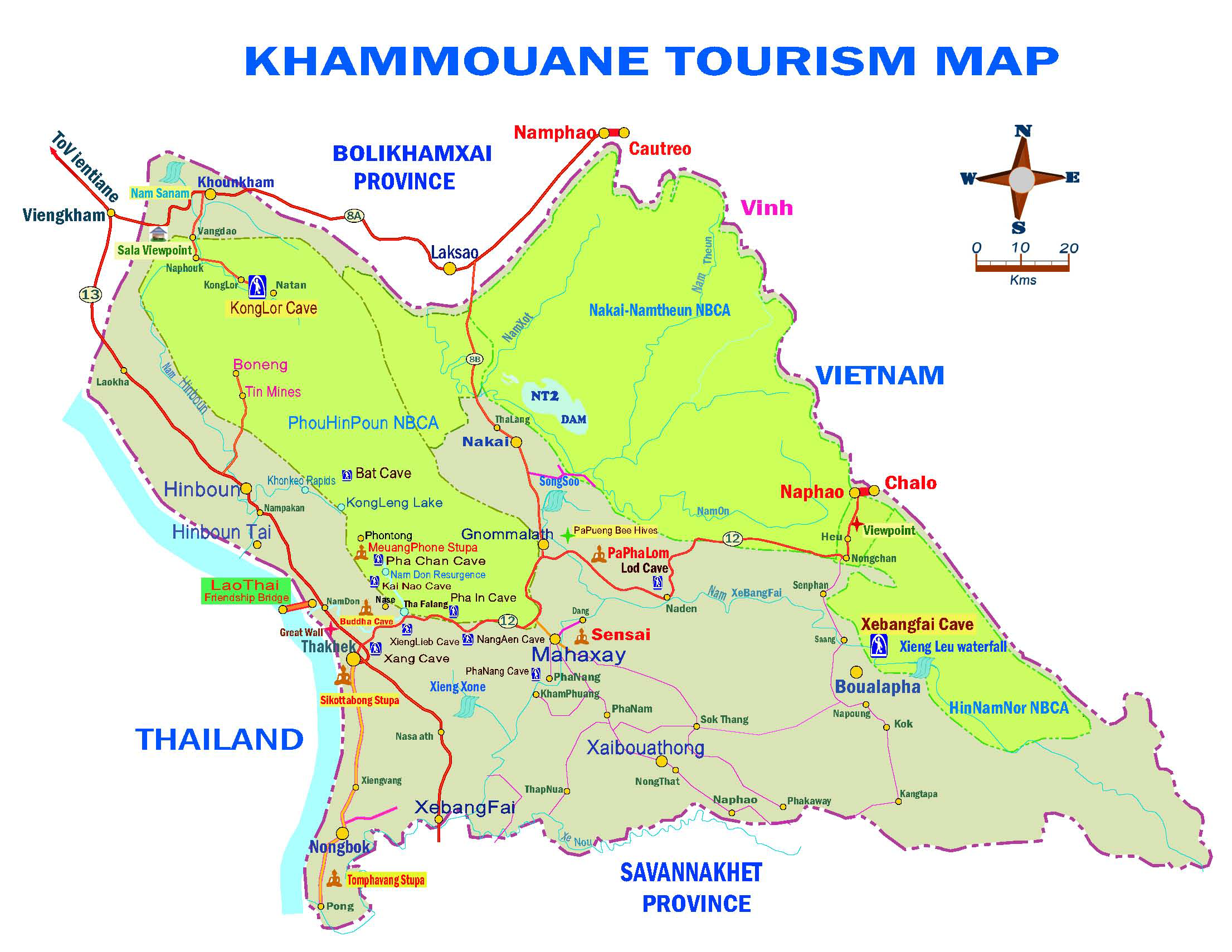
Paak Hinboun, à l'extrême ouest de la province de Khammouane, 2015.

Lorsqu'en août 1946, la paix relative revenue, la France, qui se relève difficilement des efforts de guerre et qui commence à affronter les premières revendications des mouvements nationalistes vietnamiens d'Ho Chi Minh, consent à mener le Laos vers une autonomie progressive. Pendant cette période transitoire, les commissaires du gouvernement français sont remplacés par des délégations de conseillers auprès des gouverneurs de province laotiens.
Le 11 octobre 1946, une élection générale est organisée dans les 11 provinces, afin de désigner 44 députés appelés à former une Assemblée constituante. La province de Khammouane obtient 4 députés dont Kou Voravong qui doit alors se rendre à la capitale pour l'élaboration de la constitution. Le 16 mars 1947, il entreprend le voyage, accompagné de deux autres députés ainsi que le conseiller français du gouverneur de la province de Savannakhet. À l'ouest, sur une route entre Thakhek et Paksane, ils tombent sur une embuscade, établie par une compagnie de Vietminh venus de Thaïlande, près d'un pont, en amont de l'embouchure de la rivière Hinboun et du fleuve Mékong (Paak Hinboun - ປາກຫິນບູນ). Le conseiller français et les deux députés sont tués sur le coup ; Kou Voravong, gravement blessé, est laissé pour mort. Atteint de plusieurs balles dans les jambes, le corps et la tête, il réussit néanmoins à se traîner sur près d'un kilomètre dans la jungle, à se glisser dans une pirogue, puis à ramer avec ses mains le long de la rivière, jusqu'à trouver de l'aide. Pris en charge à l'hôpital de Thakhek, il sera ainsi sauvé,,.
Le 11 mai 1947, la constitution est promulguée. Et par décret daté du 10 juillet 1947, un nouveau gouvernement, présidé par Chao Souvannarath (ເຈົ້າສຸວັນນະຣາດ) est constitué. La nouvelle nation est dotée d'un drapeau à l'éléphant tricéphale, d'un hymne national : Pheng Xat Lao (ເພງຊາດລາວ) et d'une constitution qui pose les fondements d'une monarchie constitutionnelle.

#### Ministre du Gouvernement royal
Dans ce premier Gouvernement royal parlementaire sont attribués au jeune démocrate Kou Voravong les portefeuilles des ministères des Travaux Publics, de la Justice et des Cultes. Cette même année, avec un confrère ministre, Thao Bong Souvannavong (ບົງ ສຸວັນນະວົງ), il cofonde le premier parti politique laotien reconnu officiellement : « Union Lao » (Phak Lao Houam Samphan - ພັກລາວຣ່ວມສຳພັນ), un parti démocrate aux idées originales, qui prône un nationalisme intransigeant mais dont les membres sont disposés à coopérer avec les autorités françaises, afin de préparer au mieux le pays à la totale indépendance. Mais un an plus tard, en 1948, différents désaccords les séparent et Kou Voravong crée son propre parti : « Démocratie » (Phak Paxaathipataï - ພັກປະຊາທິປະໄຕ), qui lutte pour une nation indépendante, sous une monarchie aussi constitutionnelle et démocratique que possible.

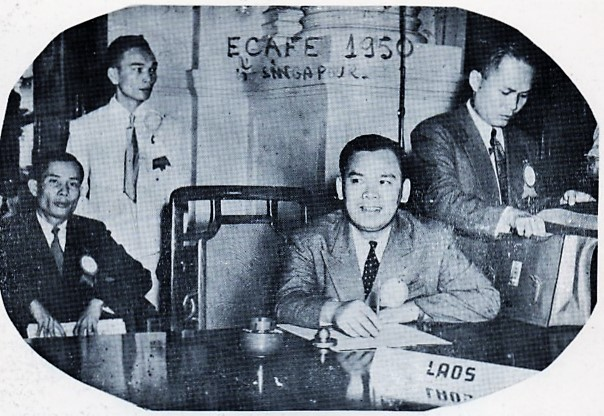
Kou Voravong, ministre de l'Économie, conférence d'ECAFE, Singapour 1950. Debout à gauche, Phoumi Nosavan.

Dans ses discours ou dans son journal, « La Voix du Laos » (Xieng Lao - ສຽງລາວ), il déclare que le maintien des liens avec la France est nécessaire, mais il ne laisse jamais passer ce qu'il considère comme un « empiétement français » dans la gestion de son pays. Déjà, en novembre 1941, alors qu'il était adjoint du gouverneur de Vientiane, dans un « Appel aux jeunes », paru dans la revue « Indochine», il réclame une laocisation de tous les services, une plus grande autonomie des cadres locaux, la suppression des écrans formés par les Vietnamiens, la fin du régime féodal, la limitation des compétences de la Fédération indochinoise et davantage de démocratie,.
Le 19 juillet 1949, par un accord signé entre le Président Vincent Auriol et le Roi, représenté par le Premier ministre, Chao Boun Oum (ເຈົ້າບຸນອຸ້ມ), la France admet le principe d'une indépendance au sein de l'Union française, sous la couronne du roi Sisavang Vong de Luang Prabang. Des commissions franco-lao sont créées pour préparer les futurs transferts de compétences afin d'évoluer vers une autonomie complète du pays. Dans ce deuxième Gouvernement royal, Kou Voravong est chargé du ministère de l'Économie. Dans les discussions et débats lors de ces séances de préparation, il est également chef des commissions du Plan, des Travaux publics, de l'Économie et des Affaires militaires.
Le Laos reçoit sa pleine souveraineté et dispose, entre autres, d'une Justice, de son Armée, de sa Police, de ses finances. Les seules restrictions prévues par la Convention générale sont les intérêts communs entre les quatre pays associés de l'Union française (Cambodge, France, Laos, Vietnam) et l'état de guerre régnant en Indochine. Ce nouveau statut lui offre la possibilité de devenir membre de l'Organisation des Nations Unies.
Dès lors, le Laos est considéré pour la première fois de son histoire, comme un véritable État aux yeux de l’Occident. Il peut désormais établir des relations diplomatiques de son choix et accéder aux instances et organismes internationaux. Cette nouvelle situation implique la venue des experts de l'ONU pour évaluer l'état de développement et les besoins réels du pays. Parmi eux, arrive la mission économique américaine qui, dans un premier temps, va griser les milieux politiques laotiens en apportant les premiers billets verts. Favorisée par le recul progressif de l'hégémonie neutraliste française, cette situation, peu à peu, va laisser place d'une part, aux partisans libéraux pro-américains, et d'autre part, aux mouvements socialistes militarisés soutenus par les Vietminh.
Le fragile équilibre d'unité, de stabilité et de reconnaissance internationale, fraîchement acquis par le Laos, va être pris en étau dans les jeux stratégiques entre deux idéologies politiques diamétralement opposées. À partir des années 1950, et jusqu'en 1973, par sa position géographique, le territoire laotien devient insidieusement « le champ de bataille » d'une guerre secrète entre la CIA et le Viêt Minh. Sur le terrain, cela se traduit par les affrontements politiques fratricides pour le pouvoir, les luttes militaires anti-pirates le long des frontières Laos-Vietnam-Thaïlande, ainsi que la formation de complots contre-pouvoir un peu partout sur le territoire, en particulier le long des deux rives du Mékong.

#### Lutte anti-piraterie frontalière

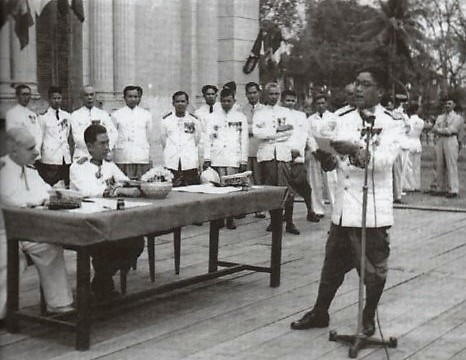
Allocution du Premier ministre Phoui Sananikone lors de la passation effective des compétences, le 13 avril 1950. En position debout, 4e et 5e personnes à partir de la gauche, Chao Souvanna Phouma et Kou Voravong.

De 1951 à 1953, le pouvoir central de l'État du Laos en construction connaît dans l'ensemble une période de « relative tranquillité » alors que la guerre fait rage en Indochine, sans toutefois que ses dirigeants n'aient conscience des conséquences politiques de l'infiltration progressive et continue des guérilleros révolutionnaires le long des frontières. Car s'il se développe politiquement, ce pays enclavé et montagneux de 237 000 km2, aux longues frontières fortement boisées et difficiles à contrôler, peuplé de nombreuses ethnies, où les voies de communications sont, la plupart du temps, des cours d'eau et des pistes primitives à travers la jungle tropicale, demeure sévèrement sous-administré. Ses dirigeants, regroupés dans les grandes villes, préoccupés par des rivalités de clans privilégiés, minés par la corruption, la démagogie et les intérêts personnels, n'exercent aucun contrôle sur les régions éloignées, où les problèmes des minorités ethniques, ignorés et non traités, prennent de l'ampleur. Les villageois s'estiment négligés par la Monarchie et sont ainsi de plus en plus sensibles aux discours révolutionnaires des cellules communistes du mouvement Pathet Lao (ປະເທດລາວ), fondée par Chao Souphanouvong à son retour d'exil en 1950, notamment dans les provinces du nord de Houaphan (ຫົວພັນ) et de Phongsaly (ຜົ້ງສາລີ), qui ont une frontière commune avec le Nord-Vietnam. Idéologiquement motivées, militairement entraînées et propagandistes organisés, ces cellules disposent de l'appui des partisans de Ho Chi Minh qui opèrent de l'autre côté des frontières, aussi bien vietnamiennes que thaïlandaises.
Chao Boun Oum ayant présenté la démission de son gouvernement le 13 février 1950, le troisième gouvernement du Royaume, présidé par Phoui Sananikone (ຜຸຍ ຊນະນິກອນ) est investi le 27 du même mois, tout juste deux mois avant la passation effective des compétences, le 13 avril 1950, dernier jour de l'an bouddhique 2492, avec Kou Voravong comme ministre de l'Intérieur. Étant lui-même à l'origine de la décision de créer la Police nationale en 1949 et par conséquent très attentif à son développement, Kou Voravong impose à sa direction, le colonel Jean Deuve, un homme d'expérience, en qui il a totale confiance pour avoir combattu côte-à-côte il y a quatre ans, contre les Japonais et les Lao Issara,.

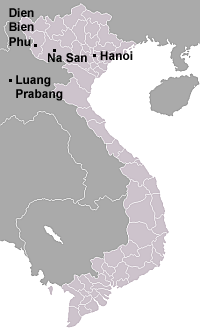
Les 1693 km de frontière lao-viet et la situation de Diên Biên Phu par rapport à Luang Prabang.

La Sûreté fédérale disparaît, remplacée par la Sûreté générale qui a pour mission de prévenir et réprimer les atteintes à la sécurité intérieure et extérieure du Royaume. Dans ces années 1949-1950, les principales menaces qui proviennent de l'étranger sont essentiellement les activités d'organisations situées en Thaïlande et au Vietnam, mais aussi à la frontière chinoise, occupée désormais par l'armée révolutionnaire de Mao Tsé-toung et qui soutient leurs frères d'armes Viet Minh contre les ennemis impérialistes. Les 4 351 km de frontières sont impossibles à contrôler de façon étanche, d'autant plus que, tout le long, vivent des familles issues des mêmes lignées ou des mêmes tribus. C'est donc à travers ces frontières perméables qu'entrent les pirates, propagandistes ou groupes subversifs en direction des zones lointaines et excentrées, afin d'atteindre certaines minorités ethniques vilipendés par le régime en place,.
À défaut de résoudre les problèmes des minorités ethniques par l'information et le dialogue, le Gouvernement confie la lutte contre la guérilla, formée par ces mêmes minorités, à la répression des combattants de l'Armée de l'Union qui, contrairement à leurs adversaires entraînés, motivés et encadrés, sont en sous effectifs et ne peuvent répondre à tous les besoins locaux. Les activités de ces guérilleros lao-viet perturbant fortement la sécurité intérieure, Kou Voravong et Jean Deuve mènent dès 1950, une inlassable lutte contre les pirateries frontalières. La Section de Guerre psychologique, ainsi qu'un Bureau spécial de la police sont créés afin de prêter main-forte aux militaires, n'hésitant pas à employer des méthodes originales mais efficaces,,.
En 1951, Kou Voravong est élu député de sa province natale puis choisi comme Président de l'Assemblée nationale. Mais les tensions militaires aux frontières devenant de plus en plus fortes, le quatrième et nouveau Gouvernement royal, constitué le 21 novembre 1951 et présidé par le neutraliste Chao Souvanna Phouma, fait appel à ses expériences d'ancien combattant pour diriger le ministère de la Défense nationale,.

#### Signature des Accords de Genève
En Indochine, la guerre entre La France et les révolutionnaires vietminh menés par Ho Chi Minh se poursuit depuis 1946. Elle relance les activités du Pathet Lao de Chao Souphanouvong qui en prend la présidence à partir de 1950 et installe son quartier général à Sam Neua dans la province du Nord de Houaphan.

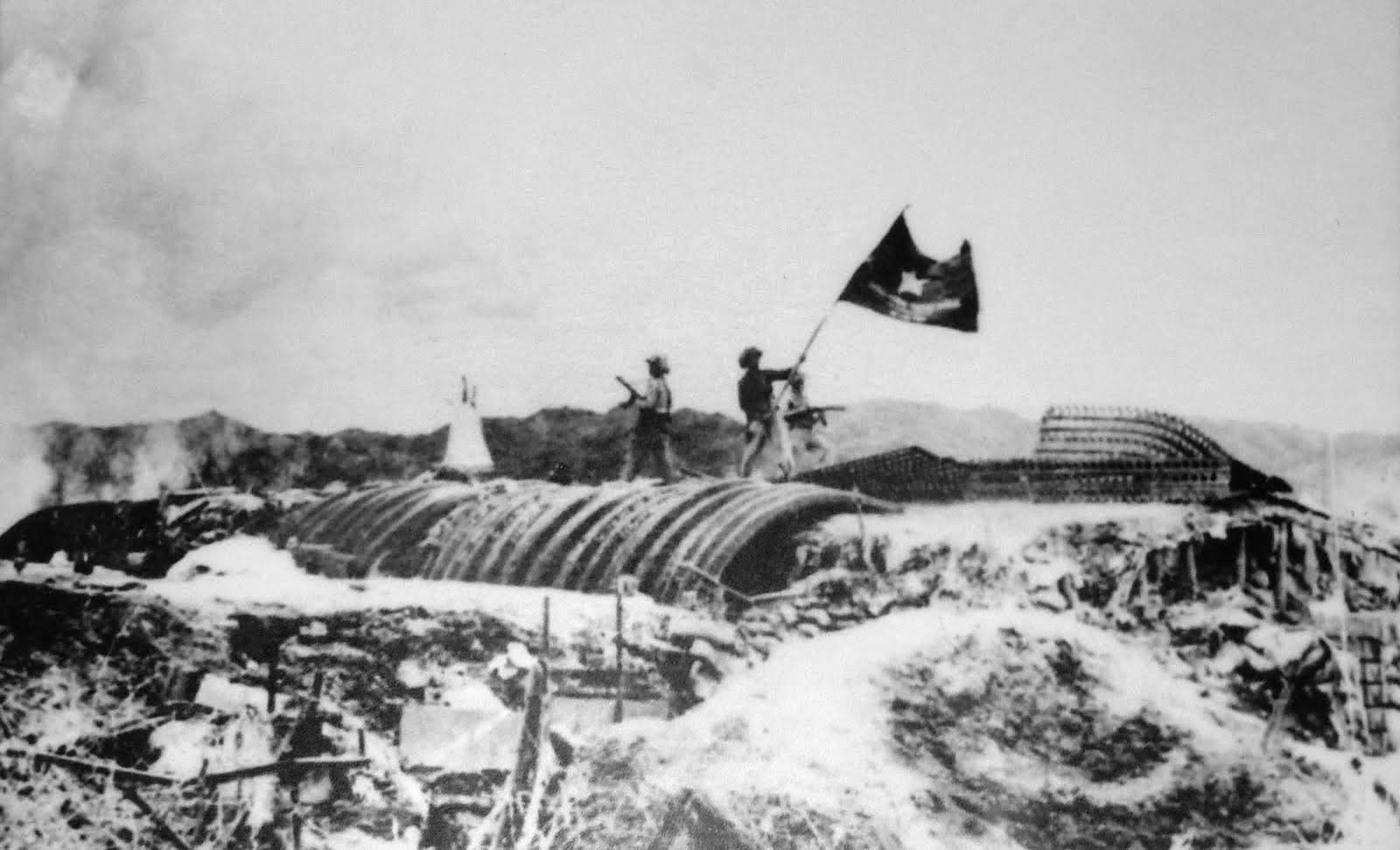
Drapeau du Viêt Minh flottant sur Diên Biên Phu

C'est en 1953, lorsque le Pathet Lao dont la rébellion s'étend dangereusement, occupe la région de Phongsaly et que ses troupes alliées vietminh réussissent à contrôler les axes de pénétration du Tonkin vers le nord du pays, menaçant la capitale royale de Luang Prabang, que le Laos est pleinement entraîné dans la Première guerre d'Indochine. Le 23 octobre 1953, un traité d'amitié et d'association est signé, et la France s'engage à défendre le Laos contre l'avancée des troupes communistes. À l'ouest du Tonkin, près de la frontière laotienne, une garnison sous le commandement du Général Navarre, dont la mission est d'interdire toute infiltration de l'ennemi Viêt Minh vers le Laos, s'implante dans une zone stratégique où se trouvent d’importantes pistes d’aviation, reliant Luang Prabang à la cuvette de Diên Biên Phu.
Mais le 7 mai 1954, les soldats français subissent un cuisant échec militaire et le camp retranché de Diên Biên Phu tombe aux mains des troupes de l'Armée populaire vietnamienne du général Vo Nguyen Giap. À la suite de cette défaite, une conférence est organisée le 20 juillet à Genève (Suisse) pour mettre fin aux hostilités entre l'Armée française et l'Armée populaire du Vietnam, mettant un terme à huit ans de guerre en Indochine. Par la même occasion, l'indépendance du Laos et du Cambodge est réaffirmée.
À la conférence, la délégation du Royaume du Laos est composée de Phoui Sananikone (ministre des Affaires étrangères - Président de la délégation), Kou Voravong (ministre de la Défense - Vice-président), ainsi que huit députés. Les membres du Pathet Lao dont Chao Souphanouvong, qui portent des passeports nord-vietnamiens, sont intégrés à la délégation du Viêt Minh.
La déclaration finale des accords de Genève prévoit pour le Laos :
1. Reconnaissance de l'indépendance de la souveraineté totale du Laos.
2. Reconnaissance du Gouvernement royal de Vientiane comme gouvernement légal du Laos.
3. Reconnaissance des « Unités combattantes du Pathet Lao », regroupées dans les provinces de Sam Neua et de Phongsaly en attente de leur intégration dans l'Armée royale, après règlement politique par des élections générales libres prévues en 1955, sous la surveillance de la Commission internationale de contrôle (CIC).
4. Retrait des troupes militaires françaises et vietminh du territoire, à l'exception des instructeurs français mis à disposition de l'Armée laotienne.
5. Principe de neutralité qui interdit au Laos d'une part, l'adhésion à des alliances militaires, d'autre part l'introduction des troupes et des armes étrangères sur son territoire.

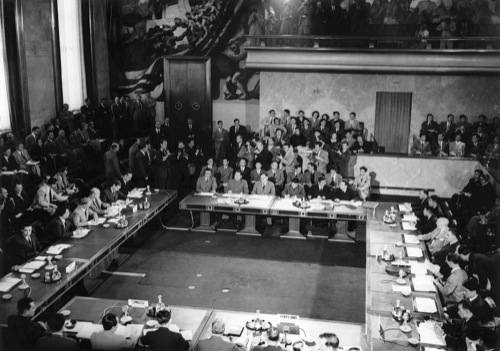
Palais des Nations de Genève, le 21 juillet 1954. Les délégations soviétique/britannique (en face), laotienne/française/vietnamienne (à droite), cambodgienne (dos à l'objectif) et américaine (à gauche).

Alors que tous les détails du cessez-le-feu au Vietnam sont réglés, l'accord numéro trois qui équivaut à une reconnaissance du Pathet Lao comme une instance officielle à travers ses « Unités combattantes », divise les représentants royaux de la délégation laotienne et prolonge les négociations jusque tard dans la nuit du 20 juillet. Mais finalement, peu après minuit, à la toute dernière minute, contre l'avis du chef de la délégation,, Kou Voravong consent à signer l'accord, clôturant ainsi la déclaration finale de la conférence le 21 juillet 1954.
Malgré d'importantes concessions du Pathet Lao, aussi bien politiques (reconnaissance du gouvernement de Vientiane) que militaires (retraits des forces armées des zones libérées et regroupement dans les provinces de Samneua et de Phongsaly), l'établissement de sa représentation officielle auprès du Gouvernement royal à Vientiane dans l'attente des élections ne font pas l'unanimité. C'est le cas notamment des Américains, qui refusent de signer et d'appliquer les accords de Genève, considérant qu'ils consacrent une trop grande victoire des mouvements de Libération Indochinois, dont le fer de lance est le Viet Minh, soutenu par la Chine et l'URSS. Le spectre de la guerre de Corée qui vient de se terminer est encore bien présent ; la politique de Washington est désormais de s'appliquer à remettre en cause les résultats de ces accords.
Le 8 septembre 1954, à l'initiative des États-Unis, est créée une organisation militaire - OTASE - (équivalent de l'OTAN en Asie du Sud-Est) dont le but officiel est de former un « cordon sanitaire » contre l'expansion communiste. Elle décrète que le Cambodge, et surtout le Laos, appartiennent d'office à sa zone de protection, compte tenu de leur position géostratégique. Le ministre de la Défense Kou Voravong, partisan de la stricte application du traité de Genève sur le principe de neutralité interdisant toute alliance militaire, décline la protection de son pays par l'OTASE et refuse d’entériner le traité, bloquant ainsi la politique du « containment » à l'égard des puissances de l'Est et de l'idéologie communiste, politique préconisée par Washington.
Dès le retour de Genève des délégués, apparaissent des discordances au sein même du Gouvernement. À la même période, des rumeurs de coup d'État par des complots révolutionnaires en faveur du retour au pouvoir de Chao Phetsarath circulent et créent de fortes agitations dans le pays. Ces extrêmes tensions atteindront le point culminant lorsque, deux mois plus tard, un attentat est perpétré le 18 septembre, lors d'une réception chez Phoui Sananikone, l'un des délégués à la conférence de Genève. Présent parmi les convives, touché par une balle dans le dos, Kou Voravong décède une demi-heure plus tard à l'hôpital Mahosot (ໂຮງພຍາບານມະໂຫສົດ) de Vientiane.

## Assassinat et conséquences politiques

### Attentat du 18 septembre 1954

#### Circonstances et faits
L'attentat s'est produit vers 22 h 15, au domicile de Phoui Sananikone, un logement de fonction voisin de celui de la famille Voravong. Les assaillants ont lancé trois grenades par l'une des fenêtres du rez-de-chaussée, dans la salle à manger. Ils ont tiré trois ou quatre coups de pistolet puis se sont enfuis. Assis dos tourné à cette fenêtre, Kou Voravong est directement touché par une balle qui est entrée par le rein et ressortie par le nombril, après avoir coupé la veine cave et traversé le foie et les intestins. Son décès est déclaré peu de temps après son admission à l'hôpital. Une dizaine de personnes ont été blessées par l'explosion des grenades, légèrement pour la plupart.
Quinze minutes plus tard, lorsque la police arrive sur les lieux, c'est le désordre. La scène de crime a été piétinée dans la bousculade et aucun indice n'est exploitable. D'après les témoignages recueillis, deux hommes se sont enfuis derrière la maison par les jardins, en direction des marécages Muong Noï (ເມືອງນ້ອຍ), situés à 20 km aux environs de Vientiane. Les deux suspects, Oudom Louksourine (ອຸດົມ ລຸກສຸຣິນ) et Mi (ມີ) ayant été reconnus formellement, les officiers de police se lancent alors à leur poursuite. Malgré les blessures d'Oudom aux pieds et aux bras, ils réussissent à s'échapper. Aidés par des complicités locales, ils parviennent à atteindre la ville de Nong Khai (thaï : หนองคาย), sur l'autre rive du fleuve frontalier.
D'après les enquêtes de police, c'est l'une des balles tirées par Oudom Louksourine qui a atteint Kou Voravong et qui a causé sa mort. Celui-ci est un dangereux bandit notoire, auteur d'une bonne quinzaine d'assassinats avoués. En prison à Vientiane depuis 1950, il s'évade en juillet 1954 puis avec son complice Mi, rejoint une bande de brigands dont le meneur porte le nom de Bounkong (ບຸນກອງ), un ancien combattant lao-issara, fidèle à Chao Phetsarath, établie dans la région d'Issan, au nord-est de la Thaïlande,.
Cette bande hostile à la France, qui complote contre le Gouvernement royal, est en partie formée par des militaires qui ont déserté le camp de Chinaïmo, situé dans les environs de la capitale. Les membres du complot sont recueillis et hébergés par la police thaïlandaise sous les ordres du colonel Praseuth (thaï : ประเสริฐ), à Nong Khai, ville frontalière située à seulement 20 km de Vientiane. Il apparaît clairement que la police thaï, avec ou sans l'aval du Gouvernement, apporte son soutien au complot de Chinaïmo qui projette de renverser le gouvernement Souvanna Phouma et de rendre le pouvoir à Chao Phetsarath, en exil à Bangkok depuis 1946. Les autorités thaïlandaises elles-mêmes jouent un rôle ambigu dans cette affaire. Elles protègent tout d'abord les conjurés de la bande de Bounkong, avant d'éliminer la plupart d'entre eux. Elles ont toujours refusé d'extrader Oudom Louksourine, qui sera malgré tout condamné à mort par contumace pour l'assassinat de Kou Voravong par le Tribunal de Vientiane en juillet 1959. Il était, à cette époque, capitaine dans la police thaïlandaise.

#### Hypothèses
S'il n'y a aucun doute sur l'identité de celui qui a appuyé sur la gâchette, diverses hypothèses sont avancées par différentes personnes selon leur appartenance politique, idéologique ou familiale quant au véritable commanditaire. Elles sont principalement au nombre de trois :
1. Le complot dont le chef est Bounkong, soutenu par des autonomistes thaï, qui sont sympathisants à la fois des révolutionnaires Vietminh et de Chao Phetsarath, est résolument anti-français. Les désertions massives des divers camps militaires[n 43] dont celui de Chinaïmo ont commencé juste après les visites de Chao Phetsarath et son épouse thaïlandaise le long de la frontière, dans la région d'Issan[n 44],[39]. La police s'interroge alors si l'attentat a été commis sous ses ordres ou simplement en son nom[40]. Par ailleurs, les enquêtes révèlent que Bong Souvannavong, fervent partisan du retour de Chao Phetsarath avait des contacts réguliers avec les membres du complot. C'est son fils, Boutsabong, qui aurait informé les conjurés de la tenue de la réception chez les Sananikone, pourtant décidé dans l'après-midi même. Bong Souvannavong a alors été arrêté et emprisonné le 6 octobre. D'après le témoignage des conjurés, cet attentat viserait Phoui Sananikone, à qui l'on reproche l'attitude anti-Pathet lao et de ne pas avoir résisté aux pressions occidentales à Genève. Pour certains, la mort de Kou Voravong serait tout d'abord une erreur, qui est ensuite exploitée pour menacer les membres du gouvernement pro-français[41], pour d'autres, elle serait une conséquence néfaste de son intense activité anti-subversion lorsqu'il était ministre de l'Intérieur[42], et pour d'autres encore, une réaction radicale du gouvernement français devant son militantisme actif anti-féodal pour une Administration dirigée par les Lao.
2. Aussitôt après la signature du Traité de l'OTASE, le 8 septembre à Manille (Philippines), l'armée thaïlandaise se déploie le long des frontières laotiennes, dans le Nord et sur la rive orientale du Mékong. Après le refus du Conseil de Sécurité de l'ONU de surveiller ses frontières contre les infiltrations communistes[n 45], la crainte du gouvernement de Bangkok face aux Vietminh est réelle, et le rôle des autorités thaïlandaises dans cette affaire apparaît déterminant. Le refus de Kou Voravong d'adhérer à l'organisation militaire bloque toute intervention américaine et fait donc obstacle à la politique du « containment » dont fait partie la Thaïlande. Lors d'une session de l'Assemblée nationale, Kou Voravong révèle que les États-Unis avaient exercé une forte pression sur les deux chefs de la délégation laotienne pour qu'ils refusent de signer la partie de l'accord concernant le Laos à la conférence de Genève. Phoui Sananikone aurait accepté un pot-de-vin d'un million de dollars, payé sur une banque suisse, pour ne pas apposer sa signature. Dans son discours, Kou Voravong avait également révélé que les forces de droite avaient planifié la suppression des troupes du Pathet Lao au moment de leur retrait des provinces de Samneua et de Phongsaly, prévu dans les accords de Genève. Et pour terminer, neuf jours avant d'être assassiné, il préparait une rencontre entre le chef du Gouvernement royal, Chao Souvanna Phouma, et son demi-frère, dirigeant du Pathet Lao, Chao Souphanouvong, en vue des discussions afin d'organiser les élections libres prévues par ces mêmes accords. Selon certains milieux et notamment celui de la gauche-communiste, Kou Voravong serait devenu une cible pour la droite lao-thaïlandaise et la CIA, les principaux « bénéficiaires » de sa disparition étant les gouvernements thaï et américain qui considèrent le traité de Genève comme une grave concession de la France au communisme[43],[44],[45].
3. Cette affaire met face à face les trois familles rivales les plus influentes du Laos : les Sananikone, les Souvannavong et les Voravong. Elle présente des traits caractéristiques du milieu politique lao où les conflits de familles ou de personnalités se mêlent à la politique nationale. Kou Voravong, un des principaux partisans de la politique de neutralité, se place en opposition face à la politique anti-communiste américaine qui commençait à trouver de nombreux sympathisants, entre autres en la personne de Phoui Sananikone. Or Kou Voravong est assassiné chez ce dernier qui, devenu ministre de l'Intérieur, fait arrêter précipitamment Bong Souvannavong, un sympathisant de gauche, qu'il accuse d'être l'instigateur du complot de Chinaïmo, donc d'être le commanditaire de l'assassinat. Le 5 janvier 1955, les autorités thaïlandaises procèdent à l'arrestation d'Oudom Louksourine à Bangkok et déclarent que ce dernier a avoué avoir été payé par Phoui Sananikone pour tuer Kou Voravong, mais en refusant toutefois de l'extrader vers le Laos. Une violente campagne, portée par les journaux des partis respectifs des deux familles rivales, débute alors contre Phoui Sananikone, et le 9 mars 1955, une plainte pour assassinat est déposée par la famille Voravong au Tribunal de Vientiane. Malgré le jugement rendu qui conclut à un non-lieu pour preuves insuffisantes, les ressentiments persistent et les accusations sont maintenues. Désormais, un fossé profond s'est creusé entre les familles Sananikone et Voravong, menée maintenant par le général Phoumi Nosavan (ນາຍພົນ ພູມີ ໝໍ່ສະຫວັນ), le nouveau chef d'état-major de l'Armée nationale lao[46],[47]. Ces différends familiaux joueront un grand rôle dans les événements politiques de 1960-62.

Cette affaire d'« Atteinte à la sûreté de l'État » implique de nombreuses personnalités politiques influentes. Beaucoup de questions sont restées sans réponse et les protagonistes ne sont jamais inquiétés. En mars 1955, tous les prévenus bénéficient de la liberté conditionnelle sur ordre du nouveau Premier ministre Katay Don Sasorith (ກະຕ່າຍ ໂດນ ສະໂສລິດ), qui détient également les portefeuilles de l'Intérieur et de la Justice et qui ne veut en aucun cas de l'ouverture d'un procès où il risque de voir citer son nom, ainsi que des accusations contre ses amis politiques,.
Pour clore définitivement le dossier, en juillet 1959, le neuvième Gouvernement royal, présidé par Phoui Sananikone, fait juger l'affaire rapidement et à huis clos, en traitant exclusivement de l'assassinat de Kou Voravong, afin de ne pas raviver de « vieilles histoires ». À part celui d'Oudom Louksourine, condamné à mort par contumace, aucun autre nom n'est prononcé et ce jugement disculpe légalement Phoui Sananikone de toute accusation.

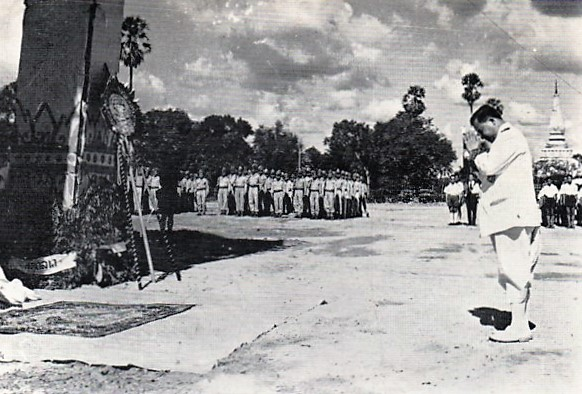
Funérailles nationales à Vientiane, le 20 septembre 1954 - Salut du Premier ministre.
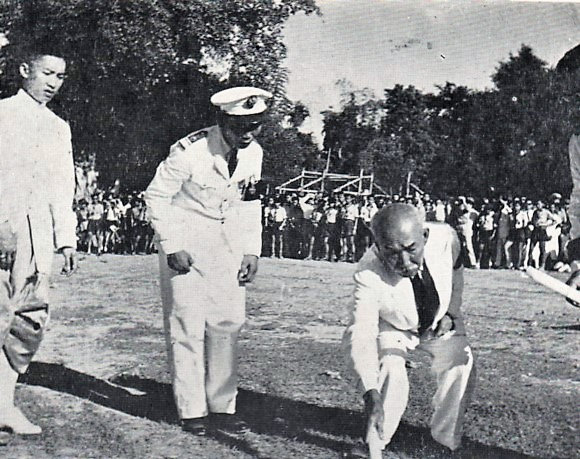
Thao Taan Voravong, le père de Kou Voravong, enflammant le bûcher funéraire.
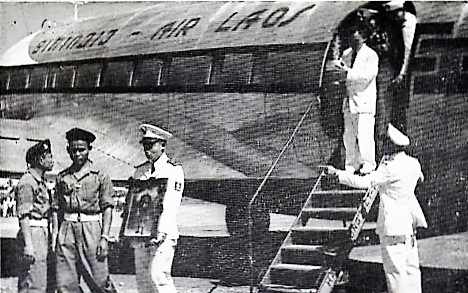
Rapatriement des cendres à Savannakhet.
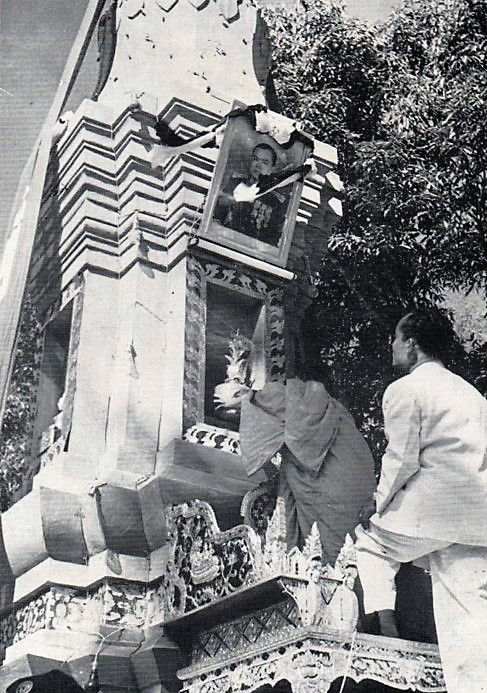
Dépôt de l'urne cinéraire dans le stupa.
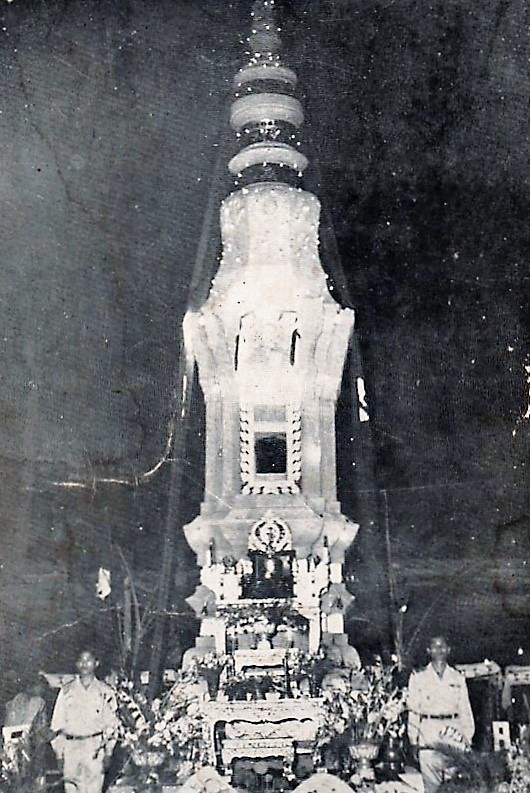
Sépulture de Kou Voravong à Savannakhet.

### Conséquences politiques

#### Crise politique et démission du Gouvernement
Au lendemain de l'assassinat de Kou Voravong, Phoui Sananikone remet sa démission. Mais compte tenu du climat de tension et d'agitation qui règne dans le pays juste après la conférence de Genève, elle n'a pas été rendue publique par crainte d'ouverture de crise politique majeure. Soutenu par la France, le gouvernement en place cherche tant bien que mal à appliquer les accords signés à Genève, notamment le maintien de la neutralité politique et l'intégration du Pathet Lao. Mais comme on pouvait le prévoir, la crise éclate dès la révélation, et sa démission entraîne la chute de l'ensemble du cabinet Souvanna Phouma, déjà fragilisé par cette affaire.
Les négociations pour former le cinquième Gouvernement royal sont longues et difficiles. Pendant plus d'un mois, les passions se déchaînent, s'exacerbent. Les prises de positions sont violentes et certains n'hésitent pas à exploiter le récent attentat et l'assassinat de Kou Voravong pour brandir des menaces face à leurs adversaires. La majorité des deux tiers des voix est nécessaire à une investiture, mais aucun des camps en présence n'arrive à l'obtenir. Un compromis est alors réalisé : les membres de l'ancien gouvernement neutraliste, pro-français, favorables aux strictes applications des accords de Genève pour une moitié, les membres de l'opposition progressiste, pro-américain, anti-accords de Genève pour l'autre moitié, sachant qu'aucun des deux camps n'ait l'intention d'accorder des concessions à l'autre. Quant au choix du Premier ministre, il est porté sur le progressiste Katay Don Sasorith au détriment de son adversaire neutraliste Chao Souvanna Phouma, jugé trop « à gauche » par les Américains qui prennent, depuis peu, la relève des Français dans le milieu politique laotien.

#### Intervention américaine et la Guerre secrète

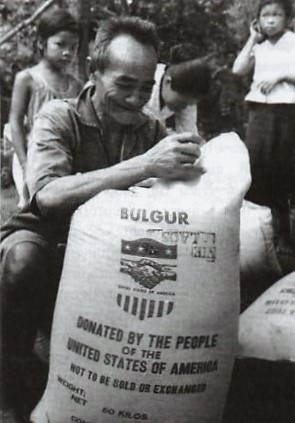
USaid au Laos, 1955

Jusqu'à la conférence de Genève, l'intervention américaine au Laos est restée discrète et somme toute, sans influence locale. Le 9 septembre 1951, un accord avait été signé entre Washington et le Gouvernement royal pour un soutien économique, et dans une moindre mesure, militaire. Seuls, un petit nombre de missionnaires protestants et un chargé d'affaires, accompagné de quelques agents de l'USIS et de la CIA se sont installés en 1953 à Vientiane. Mais le fait qu'au Vietnam, le mouvement d'indépendance soit porté par le parti communiste, et que le Vietnam soit géographiquement tout près de la Chine de Mao et non loin de la Corée du Nord, les amène à s'intéresser au conflit qui se déroule en Indochine. Pour justifier leur intervention, les Américains ont recours à « la théorie des dominos » selon laquelle si le Vietnam tombe aux mains des communistes, les pays voisins suivraient, gagnés par la contagion ou agressés par les forces militaires d'Hanoï. Ce basculement changerait alors profondément les rapports de forces Est/Ouest dans l'Asie tout entière.
Dans l'autre camp, la victoire de Diên Biên Phu a permis aux Vietminh de contrôler la région du Haut-Laos, mais Ho Chi Minh nourrit une plus haute ambition pour l'Indochine. Même si les accords de Genève décrètent la neutralité du Cambodge et du Laos, Hanoï considère que l'indépendance du Vietnam ne saurait être complète tant que ses deux pays voisins restent sous « domination impérialiste »,. Le gouvernement de Hanoï entreprend dès la fin des années 50, de soutenir la guérilla pour infiltrer le Sud-Vietnam en construisant un réseau logistique clandestin dans la région frontalière à l'intérieur du Laos, connu plus tard sous le nom de la Piste Hô Chi Minh. Pour cela, il bénéficiera d'une aide économique, technique et militaire considérable de la part de l'URSS et de la Chine.

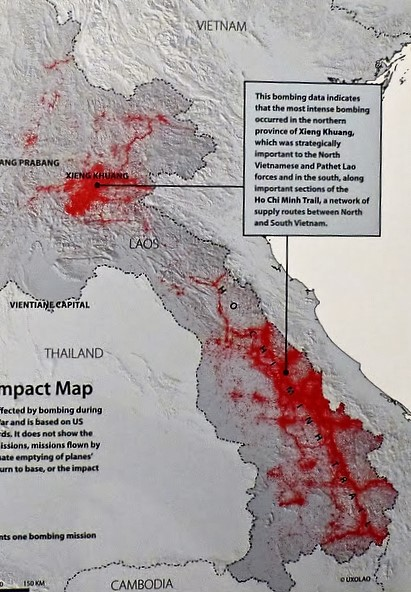
Zones bombardées par l'US Air Force de 1964 à 1973. Au nord, la Plaine des jarres et au sud-est, la piste Ho Chi Minh.

Se plaçant du point de vue de « la théorie des dominos », la position clé sur le plan stratégique du Laos n'échappe pas non plus aux Américains qui estiment que la défense du Sud-Vietnam devrait commencer par celle du Laos,. Washington va tout d'abord chercher à influencer le milieu politique laotien en favorisant l'instauration de gouvernements pro-américains à Vientiane, avant de se décider à une intervention militaire directe.
En dépit des accords de Genève sur la neutralité du Laos, le ministère de la Défense des États-Unis établit, sous couvert d'aide économique,, une mission paramilitaire secrète du nom de « Bureau d'Évaluation des Programmes » (Programs Evaluation Office (en) - PEO,), opérationnelle à partir de décembre 1955 et composée d'officiers en civil dont la mission est d'apporter une assistance militaire aux armées de la droite anti-communiste. De 1955 à 1963, les États-Unis consacreront 153 millions de dollars sur un budget globale d'aide au Laos de 481 millions, pour former, entraîner et équiper l'Armée nationale lao, ainsi que « l'armée secrète » de guérillas Hmong, commandée par le général Vang Pao contre les combattants du Pathet Lao. Puis à partir de mai 1964, ils procéderont à des bombardements aériens massifs, notamment sur la Piste Hô Chi Minh et dans la province de Xieng Khouang, pendant que leurs alliés locaux, aidés par les agents de la CIA, interviennent par voie de terre. Jusqu'au cessez-le-feu de 1973, les États-Unis prendront la Deuxième guerre d'Indochine à leur compte et les Lao n'auront pratiquement plus leurs mots à dire.
En juin 1958, le Comité de défense des intérêts nationaux (CDIN) est créé à Vientiane. Son programme est l'éviction des ministres communistes du « Neo Lao Hak Sat » (ແນວລາວຮັກຊາດ), ainsi que le renversement du gouvernement neutraliste, afin de maintenir le Laos dans l'orbite des États-Unis. Ce groupement civique de jeunes Laotiens, anti-communiste et rénovateur, est dirigé par l'homme fort du régime, le général Phoumi Nosavan. Originaire de la région frontalière thaï-lao (Moukdahane - Savannakhet), ce dernier est à la fois le neveu de Sarit Thanarat (thaï : สฤษดิ์ ธนะรัชต์) - homme fort du régime thaï - ainsi que cousin et beau-frère de Kou Voravong.

## La statue

### Création à Bangkok
Lors des affrontements de 1946, Phoumi Nosavan avait pris fait et cause pour le gouvernement Lao Issara de Chao Phetsarath, puis à la suite de la défaite, s'est réfugié en Thaïlande. Dès son retour d'exil en 1949, il s'engage dans la toute jeune Armée nationale lao, créée en mars de la même année.
Au début de l'année 1950, lorsque Bounkong et sa bande se lancent dans de violentes campagnes anti-gouvernementales dans le sud du pays, Kou voravong crée la « Mission de pacification du Sud-Laos » pour lutter contre la subversion intérieure et les pirateries frontalières. Cet organisme dont l'état-major est installé à Paksé, est chargé de réunir des partisans, des volontaires et d'anciens membres du mouvement Lao Issara, afin de constituer des unités de lutte contre la subversion et le banditisme. Pris par ses obligations ministérielles à Vientiane, il confie le commandement à son cousin et beau-frère, le tout jeune lieutenant Phoumi Nosavan.

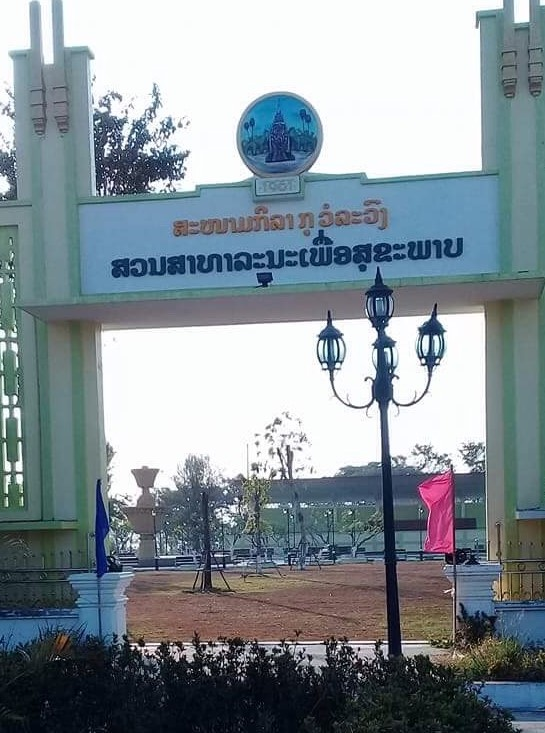
Face intérieure de l'entrée du parc d'activité sportive et ancien stade Kou Voravong

Sachant que la bande de Bounkong est connue dans la province, il prend contact avec ses membres et leur propose des pourparlers afin qu'ils convainquent les insurgés de la région de déposer les armes et de rallier la cause nationale. Mais les bandits vont profiter de la naïveté du jeune lieutenant pour mener pendant plusieurs mois, des actes de banditisme, d'espionnage et une intense guérilla anti-gouvernementale, grâce aux laissez-passer, matériels et fonds fournis par le chef lui-même. Malgré l'échec de la « Mission de Pacification du Sud-Laos » qui a failli coûter sa carrière politique, Kou Voravong renouvelle sa confiance à Phoumi Nosavan qui poursuivra sa carrière militaire jusqu'à devenir chef d'état-major de l'Armée nationale lao en 1955.
À la mort de Kou Voravong, il mène les membres de sa famille dans leur recherche de la vérité concernant l'assassinat. Lors des législatives de 1960, pendant la campagne électorale de Ou (ອຸ) et de Bounthong (ບຸນທົງ), les demi-frères de Kou Voravong, les trois cousins promettent à la population de Savannakhet qu'en cas de succès électoral, ils rendront hommage à l'enfant du pays, assassiné en pleine ascension. Ou et Bounthong Voravong seront tous deux élus députés de la province de Savannakhet.
À partir de 1959 et pendant six années durant, grâce au soutien financier et militaire de la CIA, le général Phoumi Nosavan devient la figure dominante de la vie politique laotienne. À l'apogée de sa carrière en mai 1960, fort de sa parenté avec Sarit Thanarat - le Premier ministre thaï du moment - et en association avec Ou et Bounthong Voravong, il commande et finance une statue taille réelle de Kou Voravong au département des Beaux-Arts du ministère de la Culture de Thaïlande (thaï : กรมศิลปากร). À Savannakhet, un stade Kou Voravong est construit à l'extrême nord de l'avenue du même nom, et l'emplacement de la statue est prévu sur une esplanade, juste à l'entrée.
Mais le pays est en pleine guerre civile, elle-même inscrite dans le contexte de la guerre froide. Et en 1963, le décès de son oncle, le général Sarit Thanarat le prive du soutien de la Thaïlande, tandis que les États-Unis favorisent une politique d'intervention militaire directe. Fin janvier 1965, après plusieurs « désobéissances » au conseiller militaire américain, et à la suite de coup d'État contre son gouvernement, dont l'instigateur est le Général Kouprasith Abhay (en), Phoumi Nosavan est contraint de s'exiler en Thaïlande avec ses fidèles et ses proches. La statue de Kou Voravong ne sera pas érigée et restera en attente dans la réserve du département des Beaux-Arts de Bangkok pendant près de 30 ans.

### Retour à Savannakhet

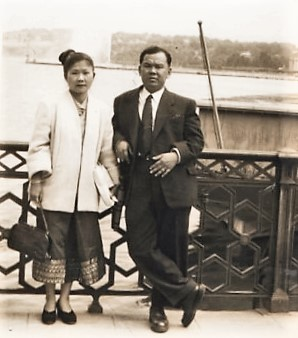
Kou et Sounthone Voravong en 1951, lors d'un voyage à Nice (France).

Après une première union avec Nang Meng (ນາງເມັງ) avec laquelle il a eu un premier fils - Thao Bouaphet (ທ້າວບົວເພັດ) - Kou Voravong, alors jeune fonctionnaire à Vientiane, épouse en 1938, Nang Sounthone Souvannavong (ນາງສູນທອນ ສຸວັນນະວົງ), jeune infirmière/sage-femme à l'hôpital Mahosot. De cette union sont nés quatre enfants : Thao Anorath (ທ້າວອະໂນຣາດ) - Nang Phokham (ນາງໂພຄຳ) - Nang Phogheun (ນາງໂພເງິນ) et Thao Anouroth (ທ້າວອນຸຣົດ).
Thao Bouaphet et Nang Phokham partiront vivre en Thaïlande avec leur famille en 1965, dans le sillage de leur oncle, le général Phoumi Nosavan. À l'exception d'Anorath qui décède au Laos après avoir connu les camps de rééducation à Sam Neua, tous émigreront en France à partir de 1976, lorsque le parti communiste Neo Lao Hak Sat (NLHS) accède au pouvoir et proclame la République démocratique populaire lao (RDP Lao).
En 1985, au décès du général Phoumi Nosavan à Bangkok, se pose la question du devenir de la statue de Kou Voravong, d'autant plus que le délai de conservation par le département des Beaux-Arts est limité à trente ans. C'est l'effondrement du bloc soviétique, symbolisé par la chute du mur de Berlin en 1989, permettant une ouverture progressive du Laos à l'économie de marché, qui fournit alors l'opportunité aux enfants Voravong d'entamer les démarches auprès des autorités laotiennes pour le retour au pays de la statue de leur père. En 1992, les frais de gardiennage réglés, la statue est légalement restituée à la famille. Preeyawee, l'aînée des filles de Thao Bouaphet, qui vit à Bangkok, se charge de la confier aux bons soins du monastère d'Amphawan (thaï : วัดอัมพวัน), aux environs de la capitale thaïlandaise.
L'autorisation de retour à Savannakhet est délivrée au début de l'année 1994 par le gouvernement de la RDP Lao. Après une autre année d'attente dans la grande pagode Vat Xayaphoum (ວັດໄຊຍະພູມ) de Savannakhet, la statue est cérémonieusement érigée le samedi 7 janvier 1995 par la famille et les officiels, sur le terrain privé attenant à la demeure familiale. En cette occasion, un temple d'accueil pour bonzes et voyageurs (ກຸຕິ) est construit, puis offert à la pagode Vat Xayaphoum par la famille de Nang Somnuk (épouse Simukda - ນາງສົມນຶກ ສີມຸກດາ) - l'une des trois demi-sœurs de Kou Voravong - en association avec Thao Anouroth, le benjamin des fils.
Bien qu'elle soit située dans l'enceinte d'une propriété familiale et par conséquent considérée par l'État comme un monument privé, la statue reste visible du grand public et peut néanmoins être portée à la connaissance générale. Située à l'angle de la rue de Soutthanou et de la rue Kou Voravong, elle est présentée comme une « curiosité » de la ville de Savannakhet par certains guides touristiques ; d'autant plus que, le site se situe juste en face de la maison natale de Kaysone Phomvihane, le tout premier président de la RDP Lao.
Quant à la ville de Thakhek, capitale de la province de Khammouane, elle rend hommage à son ancien gouverneur en lui dédiant sa rue principale dont la construction s'est achevée en 2003,.

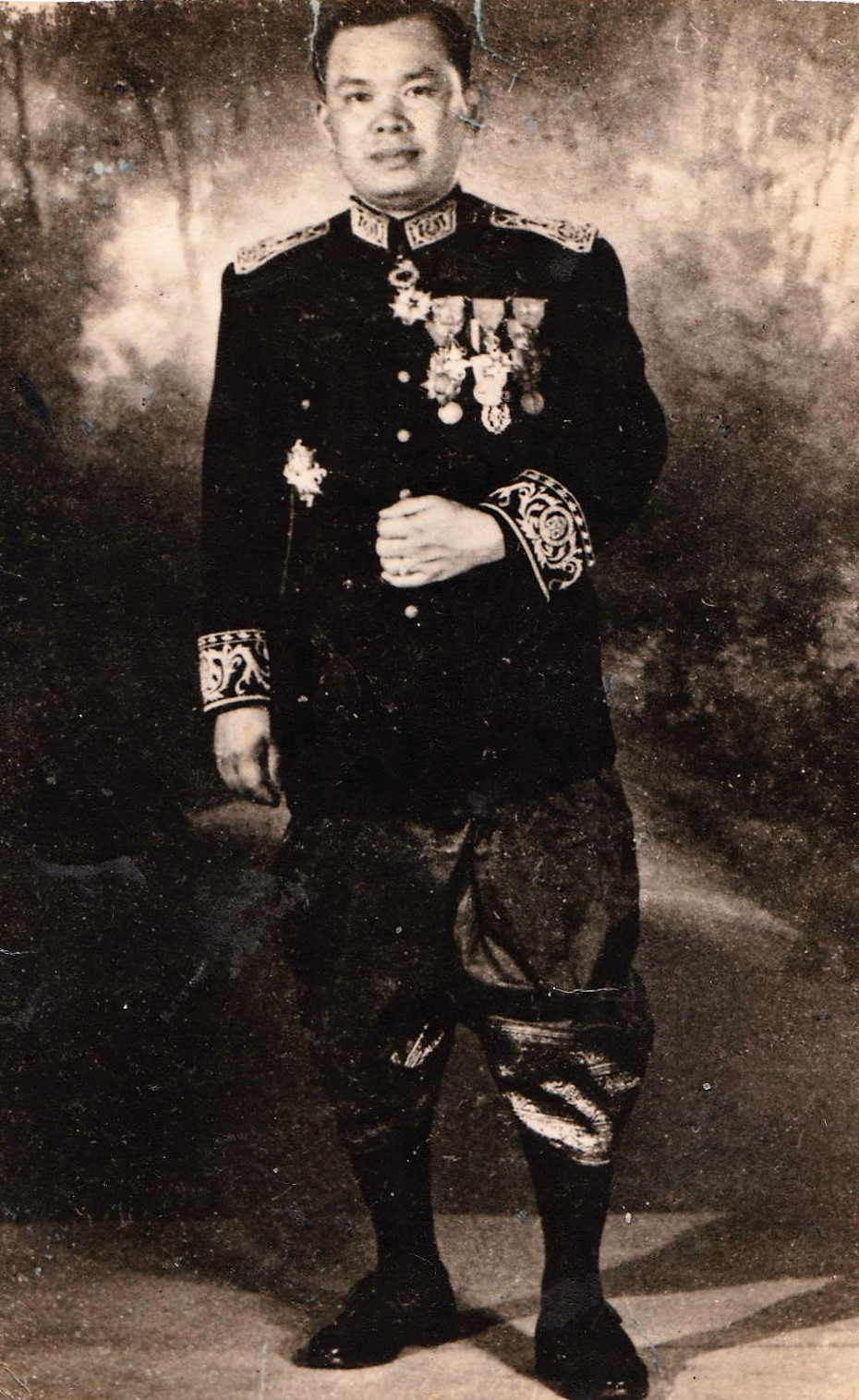
1954 : portrait dans le style aristocratique qui a servi de modèle pour la création de la statue.
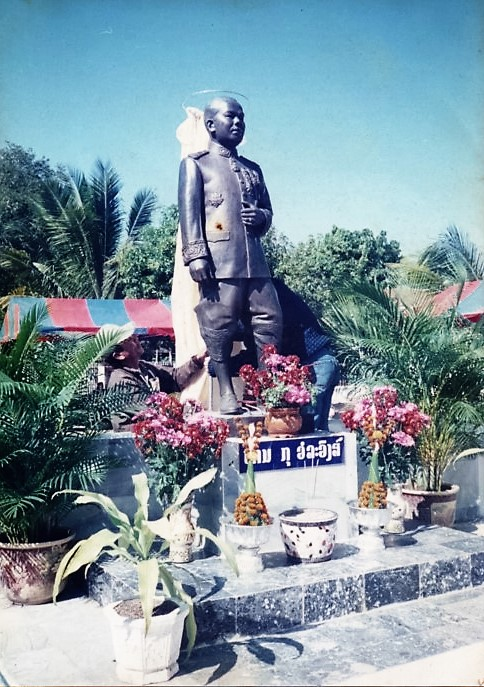
1995 : le 7 janvier, la statue est érigée à Savannakhet.
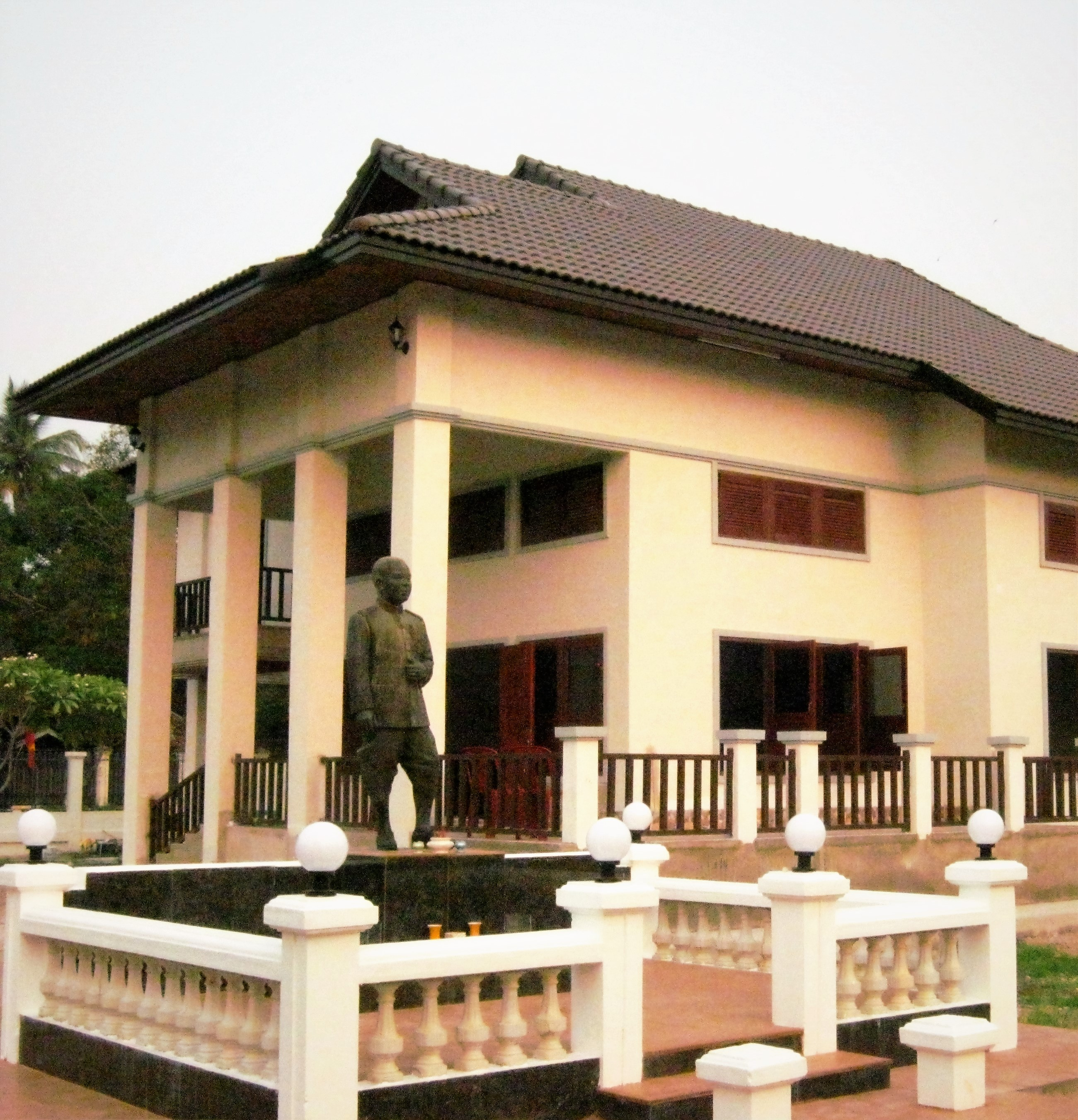
2015 : devant la maison familiale.
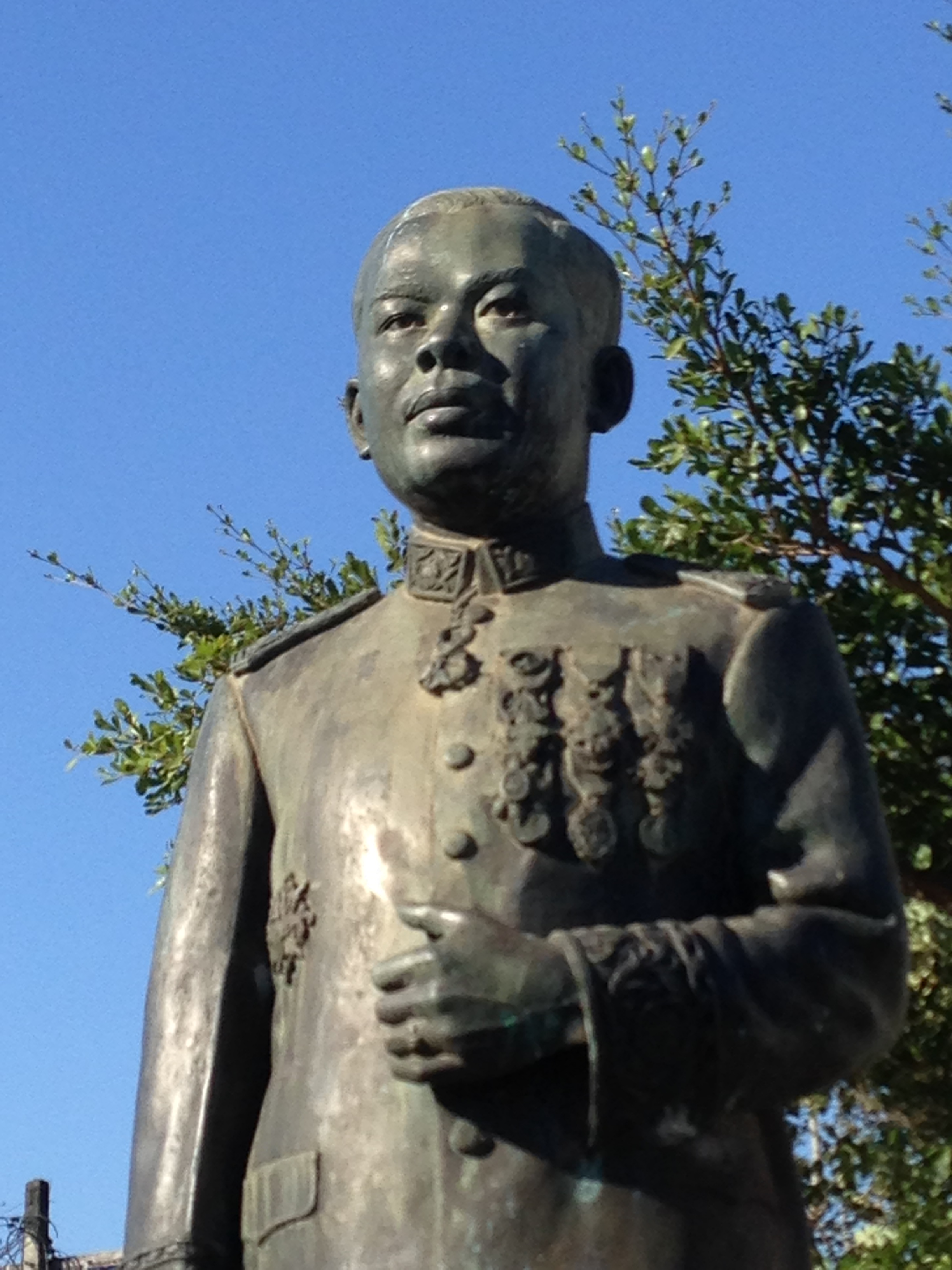
2018 : Gros plan sur le buste.